# 司法制度改革推進法
司法制度改革推進法（しほうせいどかいかくすいしんほう）は、2001年11月16日に公布された日本の法律。平成13年法律第119号。

## 概要
この法律は、国の規制の撤廃又は緩和の一層の進展その他の内外の社会経済情勢の変化に伴い、司法の果たすべき役割がより重要になることにかんがみ、平成13年6月12日に内閣に述べられた司法制度改革審議会の意見の趣旨にのっとって行われる司法制度の改革と基盤の整備（司法制度改革）について、その基本的な理念及び方針、国の責務その他の基本となる事項を定めるとともに、司法制度改革推進本部を設置すること等により、これを総合的かつ集中的に推進することを目的とする。政府は、政府が司法制度改革に関し講ずべき措置について必要な計画（司法制度改革推進計画）を定めなければならない。

## 司法制度改革推進本部
2001年12月、この法律に基づき、司法制度改革を総合的かつ集中的に推進するため、内閣に、総理大臣を本部長とし全閣僚を構成員とする「司法制度改革推進本部」（3年間の時限機関）が設置された。本部は、次に掲げる事務をつかさどる。
1. 司法制度改革の推進に関する総合調整に関すること。
2. 司法制度改革推進計画の作成及び推進に関すること。
3. 司法制度改革の総合的かつ集中的な推進のために必要な法律案及び政令案の立案に関すること。
4. 司法制度改革の推進に関する関係機関及び関係団体との連絡調整に関すること。

本部は、2004年11月30日をもって解散した。